# David García Zubiria
David García Zubiria (Pamplona, Navarra, 14 de febrer de 1994) és un futbolista professional navarrès que juga com a central o migcampista a l'Al-Rayyan. És internacional amb la selecció espanyola.

## Carrera de club
García va fitxar pel planter del CA Osasuna el 2003, als nou anys. Va debutar la temporada 2011–12 amb el CA Osasuna B a Segona Divisió B, tot i que va jugar més regularment amb l'equip juvenil.
L'estiu de 2014, García fou convocat per a fer la pretemporada amb el primer equip de Jan Urban, i va marcar el darrer gol en una victòria per 4 a 0 contra el Brentford FC. Va jugar el seu primer partit com a professional el 30 d'agost, jugant com a titular en un empat 1–1 a fora contra el Reial Saragossa a la Segona Divisió.
El 26 de gener de 2015, García va ampliar el seu contracte amb el club fins al 2019. Va marcar el seu primer gol com a professional el 31 de maig, quan va fer el segon d'una victòria per 2–0 a casa contra el Recreativo de Huelva; el 7 de juny, a la darrera jornada de la temporada 2014-15 i amb l'equip necessitant un punt per a evitar el descens per segon any consecutiu va marcar al minut 78 en un eventual empat 2 a 2 contra el CE Sabadell FC.
El 19 d'agost de 2016 García va debutar a La Liga jugant com a titular en un empat 1 a 1 contra el Màlaga CF. Va marcar el seu primer gol en la competició el 10 de setembre, tot i que l'equip fou derrotat 2–5 contra el Reial Madrid.
El 17 de gener de 2018, García fou cedit a la Cultural y Deportiva Leonesa de segona divisió, fins al juny. Després de tornar a l'Estadi El Sadar, ràpidament va esdevenir titular indiscutible pel nou entrenador Jagoba Arrasate, i va signar un nou contracte de cinc anys el maig de 2021, i fou membre de l'equip de la temporada a la temporada 2021–22.

### Al-Rayyan
L'1 d'agost de 2024, amb 30 anys, García es va traslladar a l'estranger per primera vegada a la seva carrera, acceptant un contracte amb el club Al-Rayyan SC de la Qatar Stars League per uns 8,75 milions d'€, amb 2,5 milions més en variables.

## Carrera internacional
García va rebre la seva primera convocatòria amb la selecció espanyola el 17 de març de 2023, per a la fase de classificació de la Campionat d'Europa de futbol 2024 contra Noruega i Escòcia. Va jugar el seu primer partit com a internacional 11 dies després, als 29 anys, jugant tota la derrota per 2-0 a Glasgow.

## Palmarès
Osasuna
- Segona Divisió: 2018–19[17]